# Port de plaisance de Rochefort
Rochefort, ville fluviale sur la rive droite de la Charente dispose d'un port de plaisance, réparti en deux bassins à flot, qui est le plus important port fluvial de plaisance de la Charente-Maritime

## Historique sommaire
Le port de plaisance de Rochefort succède à une ancienne activité portuaire fondée  sur le trafic maritime et sur le cabotage avec les îles de l'archipel charentais.
Dans la seconde moitié du XIXe siècle, tandis que l'Arsenal de Rochefort se transforme, le port de commerce se développe. Installé d'abord dans l'arsenal sud, le port marchand est transféré à la Cabane Carrée dans l'actuel quartier Libération, limitrophe de la ville voisine de Tonnay-Charente et sur le chenal des vivres.
Sous Napoléon III, de 1859 à 1869, un nouveau port de commerce  est construit. Il comprend deux bassins à flot, le bassin no 1 d'une surface de 1,10 ha et le bassin no 2 d'une superficie de 1,35 ha, qui sont devenus aujourd'hui après beaucoup de travaux, les bassins de plaisance, complétés en 1890, par un troisième bassin, l'actuel port de commerce de Rochefort, qui demeure encore en activité.
À la fin de la Seconde Guerre mondiale, les armées allemandes alors en déroute, ont saboté les installations portuaires avant de se retirer. Les deux bassins à flot qui servent aujourd'hui au nautisme de plaisance, ont rapidement été envasés par les marées, tandis que la porte-écluse avait été bombardée.
C'est au début des années 1970 que les deux bassins à flot ont entièrement été réhabilités et modernisés pour le nautisme de plaisance.

## Le port de plaisance de Rochefort aujourd'hui
Le port de plaisance de Rochefort est le premier port fluvial de Charente-Maritime. Il est situé sur la rive droite du fleuve Charente à 15 milles nautiques environ de fort Boyard ou de l’île d'Aix, au cœur de la ville.
Il s'agit d'un port qui se répartit en deux bassins à flot dénommés La Pérouse n°1 et Bougainville n°2. Il comporte 300 places sur pontons ainsi que 40 places visiteurs.

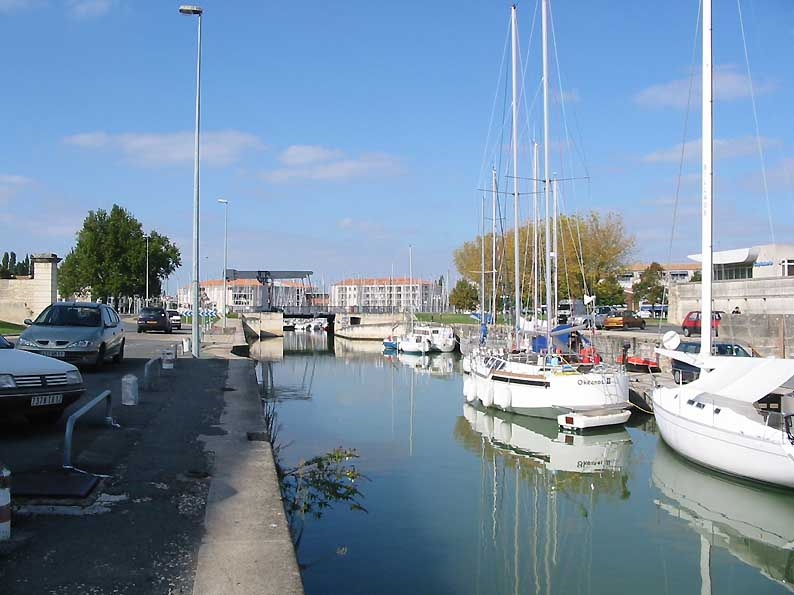
Suite du port de plaisance n°1 - La Pérouse - avec le pont basculant de Papenburg (1967) pour accéder au bassin n°2  Bougainville, au fond. A droite La capitainerie.
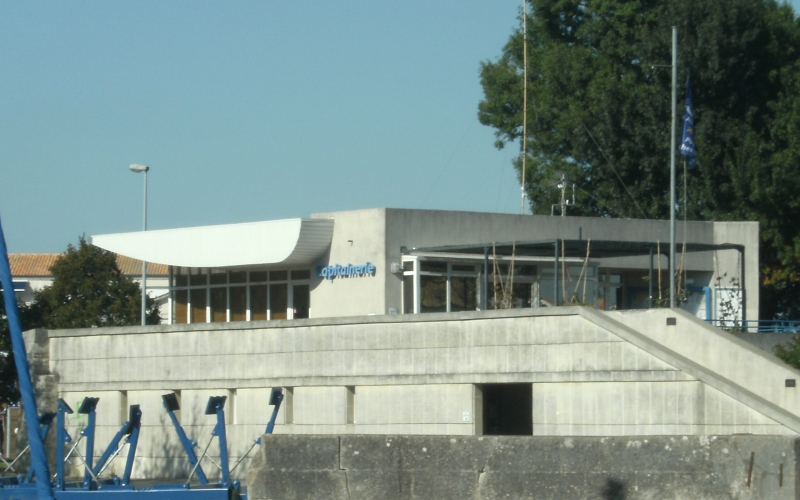
Capitainerie du port de plaisance Bassin n°1.
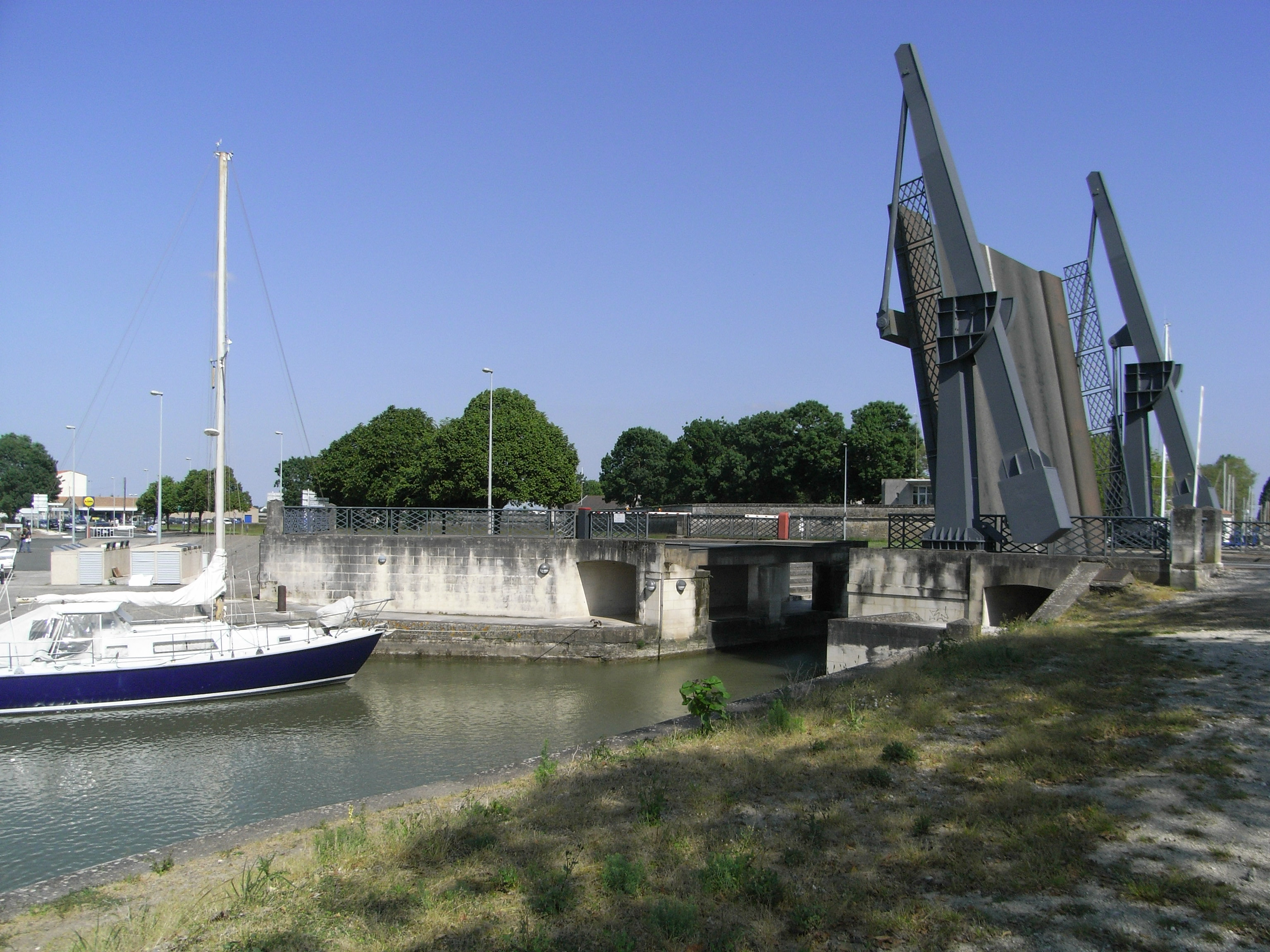
Bassin Bougainville n°2 à gauche et le pont basculant de Papenbourg

## Pour approfondir

### Repères bibliographiques
- J. M. Deveau, Histoire de l'Aunis et de la Saintonge, P.U.F., coll. « Que sais-je ? » (no 1553), 1974.